# 五台县
五台县是中国山西省忻州市所辖的一个县，以境东北的五台山而得名，面积为2,868平方公里，縣人民政府駐台城鎮。

## 历史
西汉置虑虒县，属太原郡，晋废。北魏太和十年（486年）置驴夷县，属新興郡。北齐改属雁门郡。隋大业三年（607年）改名五台县，仍属雁门郡。唐、五代十国属代州。宋灭北汉後，仍隶代州。金属河东北路代州，金贞祐四年（1216年）升为臺州。元属中书省南部冀宁路。明洪武二年（1369年），仍复为五台县，属太原府。清雍正二年（1724年）後屬代州直隸州。

## 地理
境东北为五台山，地势东北高，西南低。最高峰北台顶，海拔3058米。

## 行政区划
五台县下辖6个镇、8个乡：
台城镇、耿镇镇、豆村镇、白家庄镇、东冶镇、建安镇、沟南乡、东雷乡、高洪口乡、门限石乡、陈家庄乡、蒋坊乡、阳白乡和茹村乡。

## 交通
- 铁路：朔黄铁路
- 公路： 忻阜高速、 阳五高速（建设中）、 337国道、 338国道、 214省道、 310省道、 311省道

## 人口
2010年全县常住人口为30万人。
根據第七次全國人口普查數據顯示，截止至2020年11月1日零時，五台縣常住人口為216178人。

## 经济
2010年全县地区生产总值24.61亿元。

## 风景名胜
- 世界文化遗产：五台山
- 全国重点文物保护单位：南禅寺大殿、佛光寺、白求恩模范病室旧址、五台山古建筑群、广济寺大雄宝殿、延庆寺、徐向前故居、罗睺寺、南茹八路军总部旧址
- 山西省文物保护单位：南山寺、龙泉寺、金阁寺、圆照寺、殊像寺、尊胜寺、晋察冀军区司令部旧址
- 五台县文物保护单位

- 佛光寺
- 南禅寺大殿
- 广济寺大雄宝殿
- 塔院寺
- 黛螺顶
- 罗睺寺
- 延庆寺
- 圆照寺
- 殊像寺
- 灵峰寺塔
- 尊胜寺
- 徐向前故居

## 名人
- 徐继畬
- 阎锡山
- 徐向前
- 薄一波
- 李力安
- 杨爱源
- 谢克昌，中国工程院副院长